# Lepanthes divaricata
Lepanthes divaricata är en orkidéart som beskrevs av William Fawcett och Alfred Barton Rendle. Lepanthes divaricata ingår i släktet Lepanthes och familjen orkidéer.
Artens utbredningsområde är Jamaica. Inga underarter finns listade i Catalogue of Life.